# 那我懂你意思了
那我懂你意思了（英語：IGotU），成軍於2007年，由原始成員主唱兼吉他手修澤（陳修澤）、貝斯手小逸（王騰逸）、鼓手大爆（陸浩釗）、鍵盤兼合聲金金（金玟儀）組成。首張專輯《沒有的 啊》，獲得第二屆金音獎四項提名。
2011年以DEMO曲〈所以我停下來〉登上 StreetVoice 街頭音樂榜長達47周，同年正式版收錄於合輯《StreetVoice 冬季選集》中，發表後截至2024年12月，已累計910萬次以上播放次數。2012年發行第二張專輯《原諒我不明白你的悲傷》，發行首日即登上博客來網路書店即時銷售榜冠軍。
2012年成員更動為貝斯手小雞（李迪權）、鍵盤手趙謬（趙子毓）。
2014年上半年獲邀至北京、上海迷笛音樂節大舞台演出，年中在Legacy Taipei的專場演出1200張完售，下半年除了遠征上海簡單生活節，12月7日也首次站上台北簡單生活節最重要的天空舞台擔任開場演出。隨即，樂團宣布12月24日發行相隔兩年之久的全新第三張創作專輯《沒有人在乎你在乎的事》。
2016年7月15日，修澤在個人頁面上宣布那我懂你意思了解散，樂團的StreetVoice網站也將多數文章刪除，只留下音樂。而後修澤則以個人身份持續音樂活動，並在其個人專輯中收錄多首樂團時期歌曲作品。
2022年改編自劉宗瑀的同名作品《村裡來了個暴走女外科》（蔡淑臻、朱軒洋主演）選用〈沒有人在乎你在乎的事〉為片頭曲。
2025年1月5日，修澤第二張個人專輯《Slumberland 夢鄉人「迷惑的夜晚」》於Legacy Taipei的發片專場，那我懂你意思了樂團原始成員的組合以嘉賓身分一夜限定復出。

## 樂團介紹
2007年校園時期初始成團，原始團員為陳修澤（主唱兼吉他手）、王騰逸（貝斯手）、郭子瑜（鼓手）、劉岱姈（鍵盤手）組成。曾參加中華電信HIGH浪獨立流行音樂創作大賽，獲得最佳樂團及最佳人氣樂團兩項大獎。
2010年主唱兼吉他手修澤退伍後，團員更動為鍵盤手金金、鼓手大爆後以完整樂團固定成員形式正式出道活動。
隨即2011年初推出首張專輯《沒有的 啊》，在隔年新聞局為鼓勵創作音樂主辦的第二屆金音獎中，獲得最佳新團、最佳創作歌手、最佳搖滾專輯、最佳搖滾歌曲四項提名。
樂團以主唱修澤為全團形象中心，頹廢、野性、憂鬱，音樂創作多關注社會現狀與底層生活，受新一代年輕人喜愛。尤其2011年以DEMO單曲〈所以我停下來〉矚目，登上 StreetVoice 街頭音樂榜長達47周記錄，甚至為該年度總排行前五名。在「The Next Big Thing見證大團誕生」的Live演出後，被樂評人一致推薦為 StreetVoice 的 2012年十大新團首選。
2011年同年，〈所以我停下來〉正式的錄音室版本，收錄在12月初發行《StreetVoice 冬季選集》中，一個月內在Youtube上被點播超過80萬次數，至2024年12月為止，已累計910萬次以上播放次數。2012年初，被由獨立廠牌與Live House經營者、樂評人創辦的首屆音樂推動者大獎選定為「最具潛力獎」。
經歷團員變動，由鼓手大爆、貝斯手小雞、鍵盤手趙謬組成，2012年發行第二張專輯《原諒我不明白你的悲傷》，由自然捲吉他手奇哥擔任製作人，一上架即佔據博客來網路書店即時銷售榜冠軍多周，並於隔年再次獲第四屆金音獎最佳搖滾單曲獎提名。
2013年，該團除獲邀參加全台灣各大音樂祭演出之外，騷動系列作品獲得音樂推動者大獎「年度單曲企劃」獎項。
2016年被網路溫度計提名十大台灣獨立樂團第六名。

## 樂團成員
2007-2009 校園時期 
- 陳修澤 – 主唱、吉他手（固定成員）
- 王騰逸 – 貝斯手（固定成員）
- 郭子瑜 – 鼓手
- 劉岱姈 – 鍵盤手

2010-2012 一代團員 正式出道
- 陳修澤 – 主唱、吉他手
- 王騰逸 – 貝斯手
- 陸浩釗 – 鼓手
- 金玟儀 – 鍵盤手、合聲

 2012-2016 二代團員 
- 陳修澤 – 主唱、吉他手
- 陸浩釗 – 鼓手
- 徐平 – 吉他手
- 李迪權 – 貝斯手
- 趙子毓 – 鍵盤手、合聲

## 音樂作品

### 專輯
| #   | 專輯                                                                     | 曲目 |
| --- | ------------------------------------------------------------------------ | --- |
| 1st | 《沒有的 啊》 - 發行日期：2011年2月28日 - 發行公司：喜馬拉雅             | 曲目 1. 沒有的 啊 2. 失眠 3. 流浪漢 4. 憤世忌俗 5. 927 6. 怎麼都沒有了 7. 我知道你沒有離我遠去 8. Out |
| 2nd | 《原諒我不明白你的悲傷》 - 發行日期：2012年12月20日 - 發行公司：中子文化 | 曲目 1. INTRO 2. 你孤單地唱著歌 3. 酒店關門後 4. 突然的日常生活 5. 平凡的時間裡 6. 我打工的咖啡廳 7. 很幼稚嗎？ 8. 原諒我不明白你的悲傷 9. 世界的盡頭是一種停滯的永遠 10. 獻給總是美麗的你（Hidden Track）                      |
| 3rd | 《沒有人在乎你在乎的事》 - 發行日期：2014年12月24日 - 發行公司：中子文化 | 曲目 1. Intro 災難 2. 我們沒有夢想 3. 格子城市 4. 沒有人在乎你在乎的事 5. 失去記憶的人 6. Yes I’m in Love 7. 不負責任（男人）的挽留 8. 沒有你我什麼都不是 9. 溫暖的陽光 10. Outro 災難之後 11. 該說再見了朋友們（Hidden Track） |

### 單曲
自製小書獨立發行「騷動」系列單曲
| 日期       | 單曲                           |
| ---------- | ------------------------------ |
| 2011年10月 | 騷動00《我打工的咖啡廳》       |
| 2011年12月 | 騷動01《格子城市》             |
| 2012年2月  | 騷動02《該說再見了朋友們》     |
| 2012年8月  | 騷動03《沒有人在乎你在乎的事》 |
| 2013年4月  | 騷動04《我是誰》               |
| 2013年7月  | 騷動05《遺忘不是我們的專長》   |

### 參與合輯
| 日期          | 曲名         | 專輯                                                 |
| ------------- | ------------ | ---------------------------------------------------- |
| 2011年12月3日 | 所以我停下來 | 《StreetVoice 冬季選集》                             |
| 2013年12月4日 | 與惡魔的契約 | 《No Nukes! Long Play! 不核作 - 臺灣獨立音樂反核輯》 |

## 演出經歷
2011/05 / The Next Big Thing見證大團開發場
2012/02 / The Next Big Thing見證大團 2012 年度十大新團

2012/06 / 金曲音樂節

2012/09 / 2012 香港呼叫音樂節

2012/12 / 第四屆簡單生活節　微風舞台
2013/03 / 高雄大港開唱

2013/02～03 / 誠品音樂館巡迴
- 2/20 誠品敦南店B2音樂館
- 2/22 誠品信義店4F音樂館
- 2/23 誠品園道店3F文學書區
- 3/09 誠品忠誠店3F Simple Studio
- 3/22 誠品台南店B1書區舞台
- 3/23 誠品夢時代店3F書區舞台
- 2013/04～05 / 騷動04街頭巡迴演出

2013/07 / 海洋音樂祭　主舞台

2013/08 / 野台開唱　石舞台

2013/08 / 大高雄超級搖滾日　島嶼舞台

2013/09 / [我是誰] The Wall 專場

2013/11～12 / 我為什麼要站起來 騷動巡迴
- 11/23 台中迴響音樂藝文展演空間
- 11/30 桃園ThERE CAFÉ & LIVE HOUSE
- 12/06 高雄THE WALL 駁二

- 2014/01/02深圳迷笛音樂節  深圳大運中心
- 2014/04/27 上海迷笛音樂節
- 2014/04/29 格子城市中國巡迴 上海育音堂
- 2014/05/01 北京迷笛音樂節

## 獎項紀錄
| 年份   | 頒獎單位                   | 獎項            | 結果 |
| ------ | -------------------------- | --------------- | ---- |
| 2007年 | HIGH浪獨立流行音樂創作大賽 | 最佳樂團獎      | 獲獎 |
| 2007年 | HIGH浪獨立流行音樂創作大賽 | 最佳人氣樂團獎  | 獲獎 |
| 2011年 | 第2屆金音獎                | 最佳新人（團)獎 | 提名 |
| 2011年 | 第2屆金音獎                | 最佳搖滾專輯獎  | 提名 |
| 2011年 | 第2屆金音獎                | 最佳搖滾單曲獎  | 提名 |
| 2011年 | 第2屆金音獎                | 最佳創作歌手獎  | 提名 |
| 2012年 | 音樂推動者大獎             | 最具潛力獎      | 獲獎 |
| 2013年 | 音樂推動者大獎             | 年度單曲企劃獎  | 獲獎 |
| 2013年 | 第13屆華語傳媒大獎         | 評審團推薦獎    | 提名 |
| 2013年 | 第4屆金音獎                | 最佳搖滾歌曲獎  | 提名 |

## 外部連結
- facebook臉書 （页面存档备份，存于）
- streetvoice街聲
- iNDIEVOX
- 新浪微博